# Operación Influencer
La crisis política de Portugal de 2023, conocida internacionalmente como Operación Influencer, es una investigación en curso ordenada por el Ministerio Público de Portugal, sobre posible corrupción en acuerdos que involucran a miembros del gobierno portugués.
El 7 de noviembre de 2023, el Ministerio Público de Portugal ordenó una búsqueda en 42 lugares, incluida la oficina del Primer Ministro, el Ministerio de Medio Ambiente y Acción Climática y el Ministerio de Infraestructuras, con el fin de investigar la corrupción activa y pasiva y irregularidades en cuatro acuerdos: dos concesiones de minas de litio en el norte del país, un proyecto de planta de producción de hidrógeno verde y un proyecto de centro de datos, ambos en Sines. Los registros se saldaron con la detención de cinco personas, entre ellas el jefe de gabinete del primer ministro António Costa.
El ministro de Infraestructuras, João Galamba, ha sido declarado sospechoso formal (argüido), mientras que Costa es objeto de una investigación separada por parte del Tribunal Supremo de Justicia de Portugal.
El anuncio de las operaciones de búsqueda y detención provocó las dimisiones de António Costa y João Galamba, y la caída del XXIII Gobierno Constitucional de Portugal.

## Antecedentes

### Concesión para mina de litio en Montalegre
El 28 de marzo de 2019 se firmó un acuerdo de concesión entre el Gobierno portugués y Lusorecursos Portugal Lithium, sociedad constituida 3 días antes de la firma del contrato, para la extracción de litio en la mina Romano, en el municipio de Montalegre. La autorización para la concesión fue otorgada por el entonces secretario de Estado de Energía, João Galamba, y el entonces ministro de Medio Ambiente, João Pedro Matos Fernandes. La empresa anunció un proyecto de exploración mixta, con una fase inicial de minería a cielo abierto, para luego pasar a minería subterránea, y la construcción de una refinería. Las prospecciones realizadas en la región en los años anteriores revelaron un depósito de 30 millones de toneladas de litio.
La población local se opuso al proyecto, citando preocupaciones sobre la exploración al aire libre, el tamaño de la mina y sus consecuencias ambientales, sanitarias y agrícolas.
El 7 de septiembre de 2019, la Agencia Portuguesa de Medio Ambiente (APA, portugués: Agência Portuguesa do Ambiente) publicó un informe de impacto ambiental favorable al proyecto. Sin embargo, varias acciones legales a finales de 2019 y posteriores informes de impacto ambiental de la Avaliação de Impacte Ambiental paralizaron el proyecto.

## Investigación
El 7 de noviembre de 2023, el Ministerio Público ordenó registros en 17 propiedades privadas, 5 despachos de abogados y 20 oficinas públicas y empresariales, con el fin de investigar posibles actos de corrupción y malversación activa y pasiva en los negocios relacionados con la mina Romano en Montalegre, Barroso. la mina de Boticas, los proyectos H2Sines y el data center Sines 4.0 en Sines. Las oficinas públicas allanadas incluyeron espacios utilizados por el jefe de gabinete del Primer Ministro, el Ministerio de Infraestructuras, el Ministerio de Medio Ambiente y Acción Climática, la Secretaría de Estado de Energía y Clima, la cámara municipal de Sines y la sede nacional del Partido Socialista.
Se emitieron órdenes de arresto contra el jefe de gabinete de António Costa, Vítor Escária; el alcalde de Sines, Nuno Mascarenhas; Diogo Lacerda Machado, abogado y amigo cercano de Costa que trabajaba en Start Campus; y otros dos ejecutivos de Start Campus. Las detenciones se realizaron porque representaban riesgo de fuga y para proteger pruebas, según la fiscalía.
João Galamba, ministro de Infraestructuras, y Nuno Lacasta, presidente de la Agencia Portuguesa de Medio Ambiente (APA), son sospechosos formales. El 9 de noviembre, João Tiago Silveira, ex secretario de Estado en gobiernos anteriores del Partido Socialista, fue añadido a la lista de sospechosos formales.
António Costa es objeto de una investigación autónoma por parte del Tribunal Supremo de Justicia portugués, por sospechas de haber intervenido en el desbloqueo de los procedimientos relativos a los acuerdos sobre minas de litio y plantas de hidrógeno verde.
La investigación fue denominada oficialmente "Operación Influencer" por el Ministerio Público el 9 de noviembre de 2023.
En el despacho de Vítor Escária en la Palacete São Bento fueron encontrados 78.000 euros en efectivo, escondidos en libros y cajas de vino.  Al ser consultado al respecto, su abogado aseguró que el dinero encontrado no es ilegal. António Costa despidió a Escária tras conocer el dinero encontrado en su oficina, reemplazándolo por Tiago Vasconcelos. Más tarde se demostró que el dinero en su oficina no tenía relación con los acuerdos de litio e hidrógeno verde.
El 13 de noviembre de 2023, los cinco acusados detenidos en el marco de la Operación Influencer pudieron esperar en libertad su juicio. Vítor Escária tuvo que entregar su pasaporte y también se le prohibió salir de Portugal. El 14 de noviembre, Escária anunció que iba a apelar las medidas coercitivas que se le habían impuesto.

## Consecuencias
El anuncio de las investigaciones el 7 de noviembre de 2023 provocó inmediatamente agitación política, y algunos partidos de la oposición pidieron las dimisiones de João Galamba y António Costa. Costa se reunió dos veces con el presidente Marcelo Rebelo de Sousa antes de anunciar su dimisión en una declaración televisada por la tarde. No volverá a presentarse a las elecciones y permanecerá en funciones interinas hasta las próximas elecciones legislativas.
El 9 de noviembre, tras reunirse con el Consejo de Estado y conversar con los partidos políticos representados en la Asamblea de la República, el presidente Rebelo de Sousa anunció elecciones legislativas anticipadas que se celebrarían el 10 de marzo de 2024. Porque el debate sobre el presupuesto gubernamental para 2024 aún está en curso En el parlamento y por ley las elecciones deben celebrarse dentro de los 60 días posteriores a la disolución del parlamento, el presidente Rebelo de Sousa ha optado por disolver el parlamento después de la votación final sobre el proyecto de presupuesto de 2024, prevista para el 29 de noviembre.
El 13 de noviembre, João Galamba dimitió de su cargo de Ministro de Infraestructura.
El proyecto de la mina Barroso en Boticas no fue afectado por las investigaciones y avanza hacia la fase de ejecución.